# Iniezione (medicina)

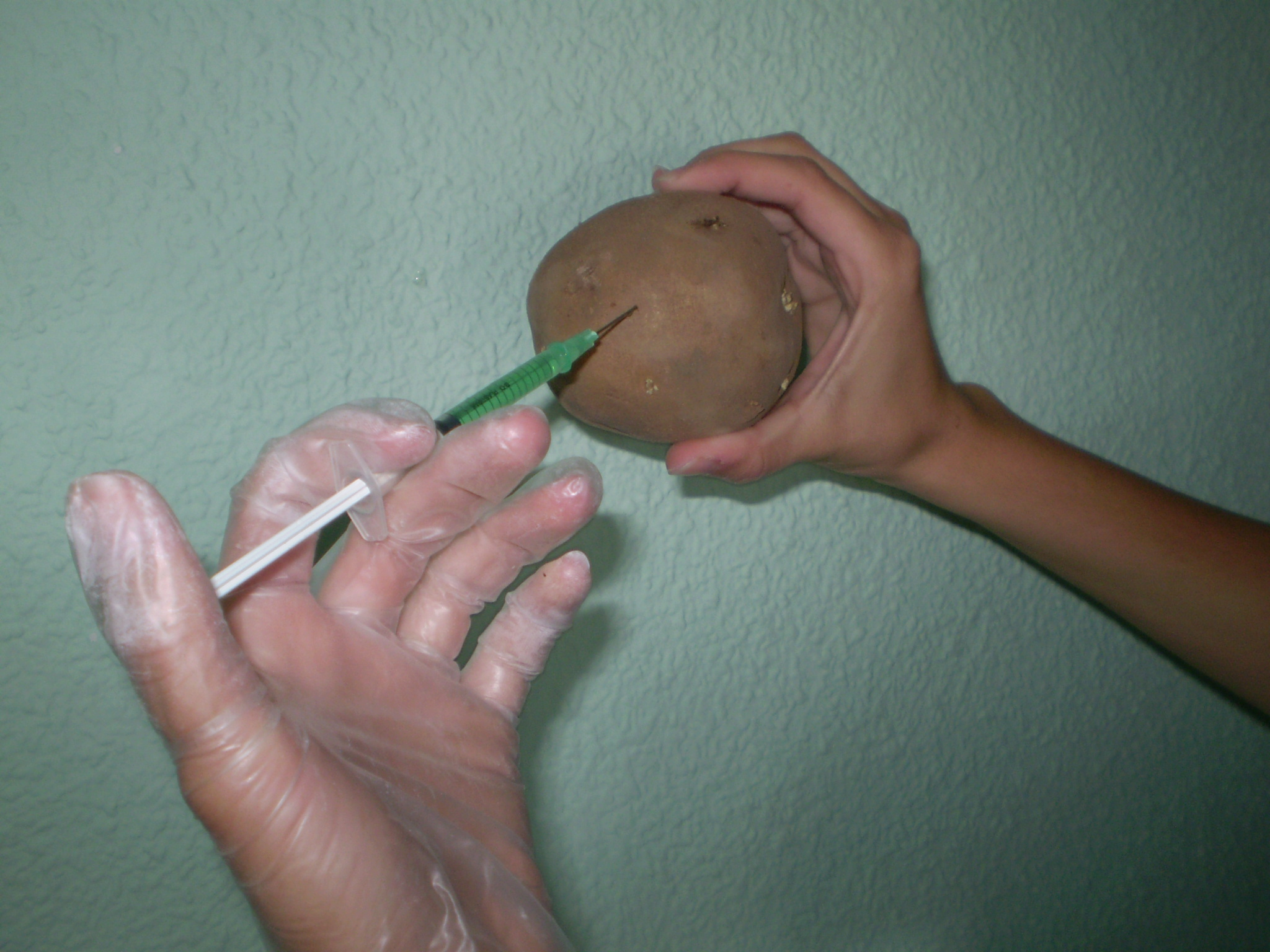
Prova di iniezione con una siringa, in un ortaggio

Per iniezione si intende la somministrazione di un farmaco nei tessuti tramite una siringa o un ago cavo.

L'iniezione è uno dei modi con cui si può attuare la somministrazione di sostanze per via parenterale.

## Tipi di vie
Le vie principali utilizzate sono:
- endovenosa, farmaci iniettati direttamente nelle vene
- intradermica, farmaci iniettati nello strato dermico cutaneo, che può essere iniettata nella zona volare dell'avambraccio, la zona dorsale del braccio e dell'avambraccio, la zona scapolare e la parte superiore del torace
- sottocutanea, farmaci iniettati nel grasso sottocutaneo tra cute e muscolo
- intramuscolare, farmaci iniettati in determinate sedi muscolari

- intraossea, soluzioni iniettate nell'osso in mancanza di accessi venosi, le sedi variano a seconda dell'età dell'individuo[1]

## Caratteristiche
Le iniezioni, oltre a consentire un rapido effetto terapeutico del farmaco somministrato, rappresentano una valida alternativa alla terapia orale (soprattutto in caso di pazienti incoscienti o con alterazioni neurologiche e chirurgiche del tratto gastrointestinale, o per evitare l'effetto di primo passaggio) e inoltre permettono la somministrazione di farmaci che possano essere inibiti dai succhi gastrici (ad es. l'insulina).
Gli svantaggi delle iniezioni sono rappresentati dalla possibile comparsa di complicanze infettive, danni tissutali, embolia gassosa e reazioni allergiche.

## Trasmissione delle malattie
L'uso di aghi o siringhe infetti può costituire veicolo per la diffusione di malattie. Si vedano le voci trasmissione ematica e via parenterale inapparente.